# Кулешов Олексій Антонович
Олексій Антонович Кулешов (27 березня 1936, станиця Темноліська, тепер Шпаковського муніципального округу Ставропольського краю, Російська Федерація — 9 квітня 2004, місто Барнаул, Алтайський край, Російська Федерація) — радянський державний діяч, 1-й секретар Алтайського крайового комітету КПРС, голова Алтайського крайвиконкому. Член ЦК КПРС у 1990—1991 роках. Депутат Верховної ради РРФСР. Народний депутат СРСР (1989—1991).

## Життєпис
Народився в родині колгоспника.
У 1958 році закінчив Ставропольський сільськогосподарський інститут.
У 1958—1961 роках — механік відділення, завідувач майстерні, механік радгоспу «Долганський» Крутихінського району Алтайського краю.
Член КПРС з 1961 року.
У 1961—1974 роках — головний інженер, директор радгоспу «Ільїнський» Хабарського району Алтайського краю; голова виконавчого комітету Хабарської районної ради депутатів трудящих Алтайського краю.
У 1974 році закінчив Заочну Вищу партійну школу при ЦК КПРС.
У 1974—1978 роках — 1-й секретар Чариського районного комітету КПРС Алтайського краю.
У 1978—1984 роках — 1-й секретар Топчихінського районного комітету КПРС Алтайського краю.
У 1984—1985 роках — голова Алтайського крайового виробничого об'єднання із виробничо-технічного забезпечення сільського господарства.
У 1985 — квітні 1987 року — 1-й заступник голови виконавчого комітету Алтайської крайової ради народних депутатів — голова крайагропрому.
У квітні 1987 — квітні 1990 року — голова виконавчого комітету Алтайської крайової ради народних депутатів.
13 квітня — 27 вересня 1990 року — 1-й секретар Алтайського крайового комітету КПРС.
У квітні 1990 — серпні 1991 року — голова Алтайської крайової ради народних депутатів.
У 1990-х роках очолював Алтайську продовольчу корпорацію, був депутатом Алтайської крайової ради народних депутатів від фракції КПРФ.
У 1996—1998 роках перебував під слідством у справі про розкрадання в Алтайській продовольчій корпорації, яку він очолював. Справа припинена за амністією. Потім — на пенсії.
Помер 9 квітня 2004 року в місті Барнаулі.

## Нагороди і звання
- орден Жовтневої Революції (1988)
- орден Трудового Червоного Прапора
- медалі